# Andreas Goldberger
Andreas Goldberger, avstrijski smučarski skakalec, * 29. november, 1972, Ried im Innkreis, Avstrija. 

## Začetek in uspehi
Goldi je v svetovnem pokalu debitiral v sezoni 1990/91, natančneje na tekmi Novoletne turneje v domačem Innsbrucku. Prvo zmago je osvojil na istem prizorišču v sezoni 1992/93, druga zmaga v Bischofshofnu pa mu je omogočila osvojitev Novoletne turneje, s konstantnimi rezultati pa je na koncu prvič dobil skupni seštevek svetovnega pokala. 
Enako zgodbo je ponovil v sezoni 1994/95. Dobil je Novoletno turnejo, z nekoliko več zmagami pa nato še svetovni pokal. V Planici je kot prvi človek preskočil 200 metrov, vendar se ni obdržal na nogah. Na olimpijskih igrah v Lillehammerju je osvojil bronasto medaljo na veliki skakalnici. 
Postal je svetovni prvak v poletih na  Kulmu leta 1996 ter tudi še tretjič zmagovalec svetovnega pokala. Dobil je tudi nekaj tekem, ki so potekale na letalnicah.

## Kokainski škandal
Leta 1997 je Goldberger priznal uživanje kokaina, zato je dobil šestmesečno prepoved nastopanja v svetovnem pokalu. Bil je že dogovorjen z jugoslovansko smučarsko zvezo, vendar mu je avstrijska zveza to prepovedala, zato se je po odsluženi kazni odločil za vrnitev v avstrijsko reprezentanco.

## Ponoven vzpon
V vrh svetovnega pokala se je zopet vrnil v  sezoni 1999/00, vendar nikoli več ni zmagal. Na ekipni preizkušnji v Planici na koncu sezone je postavil nov svetovni rekord (225 m), ki je veljal tri leta.
Kariero, ki so jo zaznamovali tudi grdi padci na pomembnejših tekmovanjih, je končal maja 2005.

## Dosežki

### Zmage
V svetovnem pokalu je Goldberger zbral 20 posamičnih zmag.
| Sezona  | Država/Prizorišče  |
| ------- | ------------------ |
| 1992/93 | Innsbruck          |
| 1992/93 | Bischofshofen      |
| 1993/94 | Courchevel         |
| 1993/94 | Innsbruck          |
| 1993/94 | Planica            |
| 1994/95 | Bischofshofen      |
| 1994/95 | Willingen          |
| 1994/95 | Saporo             |
| 1994/95 | Lahti              |
| 1994/95 | Lillehammer        |
| 1994/95 | Oslo               |
| 1994/95 | Vikersund (K-180)  |
| 1994/95 | Vikersund (K-180)  |
| 1994/95 | Oberstdorf (K-180) |
| 1995/96 | Innsbruck          |
| 1995/96 | Engelberg          |
| 1995/96 | Saporo             |
| 1995/96 | Zakopane           |
| 1995/96 | Kulm (K-180)       |
| 1995/96 | Harrachov (K-180)  |